# La Pena (Arieja)
La Pena (francès Lapenne) és un municipi francès situat al departament de l'Arieja i a la regió d'Occitània.